# Guhua kakamegaensis
Genre
Espèce
Guhua kakamegaensis, unique représentant du genre Guhua, est une espèce d'araignées aranéomorphes de la famille des Telemidae.

## Distribution
Cette espèce est endémique du Kenya. Elle se rencontre vers Kakamega.

## Description
Le mâle holotype mesure 1,68 mm et la femelle paratype 1,82 mm.

## Étymologie
Son nom d'espèce, composé de kakamega et du suffixe latin -ensis, « qui vit dans, qui habite », lui a été donné en référence au lieu de sa découverte, Kakamega.

## Publication originale
- Song, Zhao, Luo, Kioko, Kioko & Li, 2017 : The first record of Telemidae from Kenya, with the description of two new species (Arachnida, Araneae). ZooKeys, no 725, p. 1-15.